# Deccantrapporna

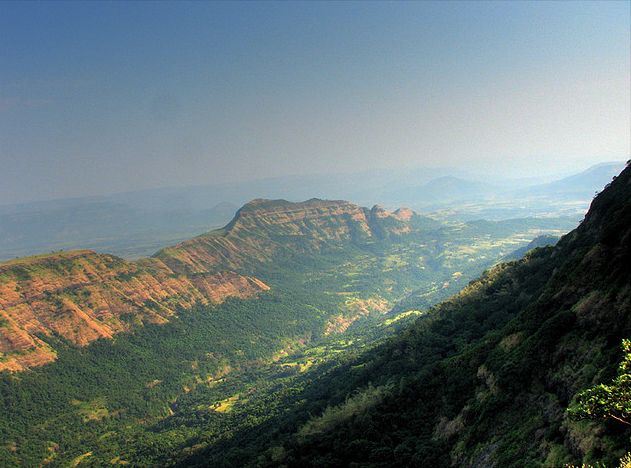
Utsikten över Deccantrapporna från Matheran, Maharashtra, Indien

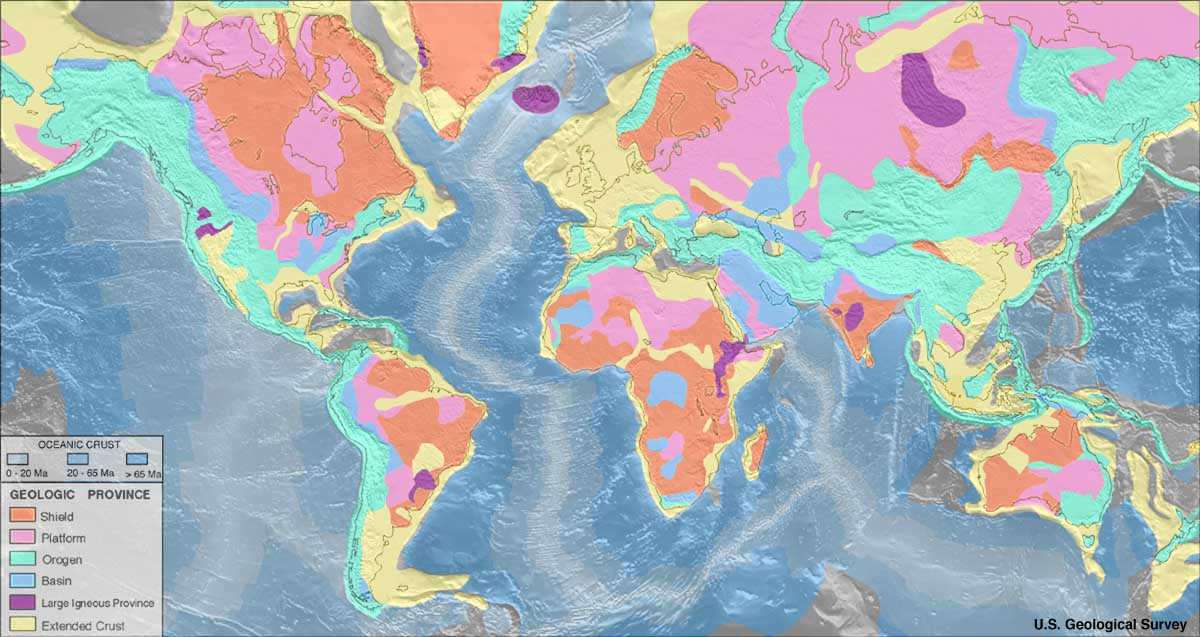
Deccantrapporna som en mörklila fläck på Indiens geologiska karta

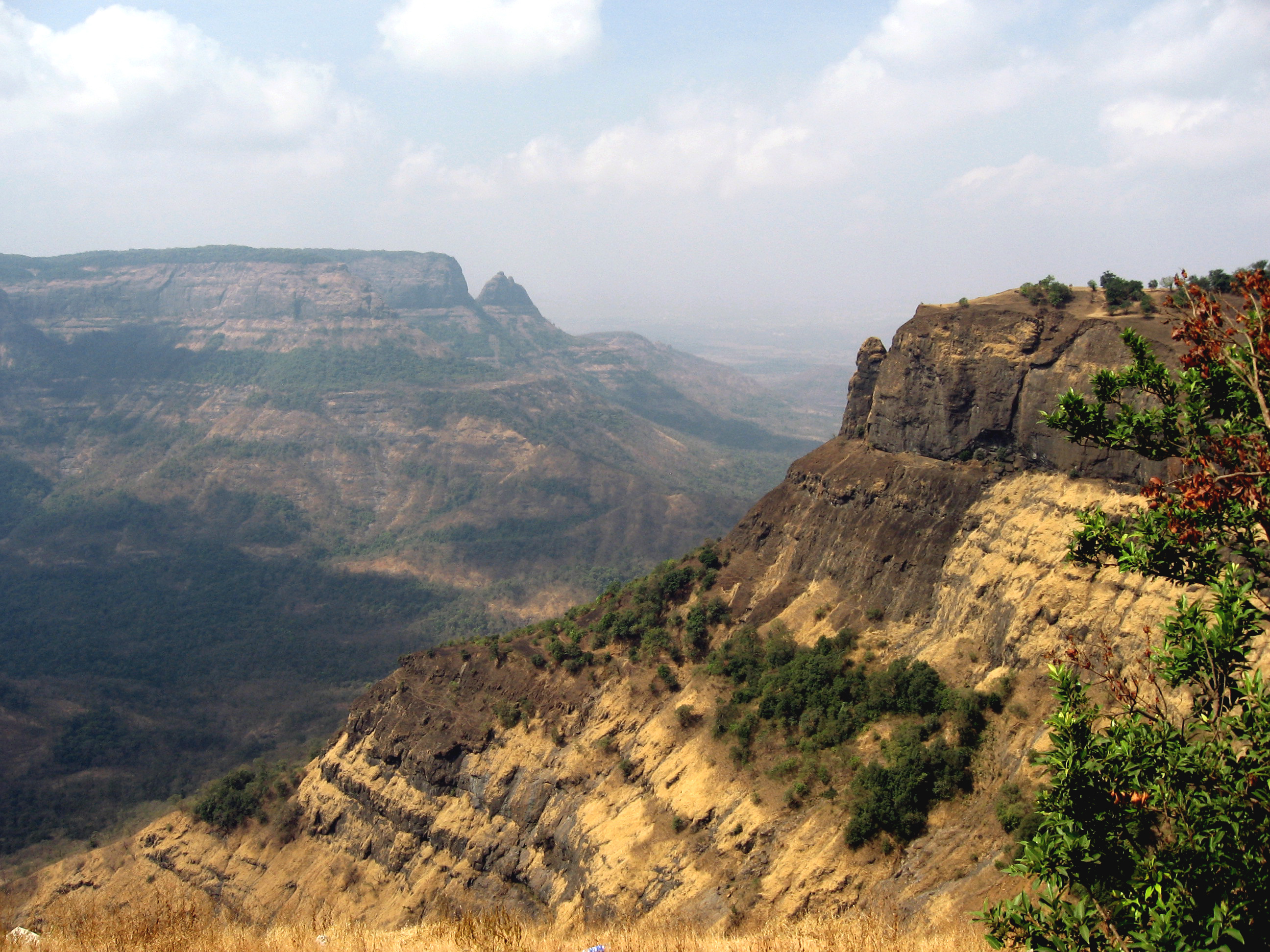
Deccantrapporna nära Matheran, öster om Mumbai

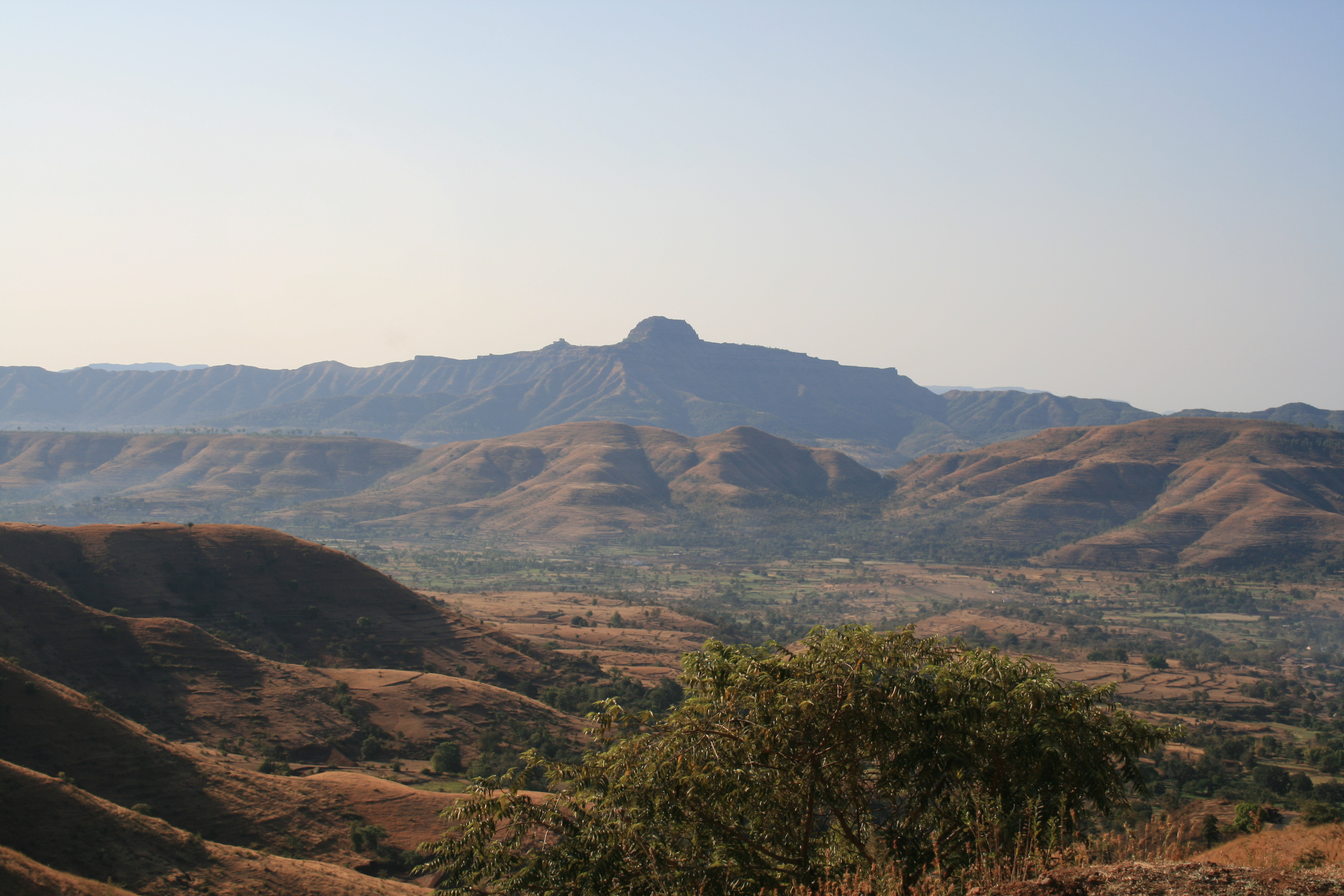
Deccantrapporna nära Pune

Deccantrapporna är ett stort område av vulkaniska bergarter på Deccanplatån i västra centrala Indien (mellan 17°-24°N, 73°-74°E) och ett av de största vulkaniska områdena på jorden. Trapporna består av flera lager stelnad basalt som tillsammans mäter över 2 000 meter i höjd, täcker en yta av 500 000 kvadratkilometer och utgör en volym på 512 000 kubikkilometer. Beteckningen "trappor" hänsyftar på de trappliknande kullarna som karaktäriserar regionen.

## Historia
Deccantrapporna bildades i en serie av vulkaniska utbrott för mellan 60 och 68 miljoner år sedan i slutet av kritaperioden. Huvuddelen av de vulkaniska utbrotten skedde vid Västra Ghats (nära Mumbai) för 65 miljoner år sedan. Denna intensivare serie av utbrott kan ha varat mindre än 30 000 år.
Den ursprungliga ytan som täcktes av lavaflödena uppskattas ha varit så stor som 1,5 miljoner kvadratkilometer, ungefär hälften av moderna Indiens yta. Deccantrapporna reducerades efteråt till sin nuvarande utsträckning genom erosion och plattektonik; den nuvarande utbredningen av direkt synliga lavaflöden är omkring 512 000 kvadratkilometer.

## Effekt på klimatet och miljön
Utsläppet av vulkaniska gaser, särskilt svaveldioxid, under bildandet av trapporna bidrog till klimatförändringar. Tillgängliga rön pekar på en genomsnittlig temperaturminskning på 2 celsiusgrader under denna tidsperiod.
På grund av dess storlek spekulerade forskare tidigare att gaserna som släpptes ut när Deccantrapporna bildades spelande en roll i Krita/Tertiär-utdöendet, vilken innefattade massutdöendet av de stora dinosaurierna. En plötslig avkylning av jordytan på grund av svavelhaltiga vulkaniska gaser kan ha bidragit betydligt till massdöden. Dock är de flesta forskare idag eniga om att massutdöendet orsakades av meteoritnedslaget i Chicxulub i Centralamerika. Detta skulle ha producerat ett solblockerande stoftmoln som ledde till döden av mycket av växtligheten och sänkte den globala temperaturen.

## Kemisk sammansättning
I Deccantrapporna består åtminstone 95 procent av lavan av tholeiitisk basalt, men även övriga bergarter förekommer:
- Alkaliska basalter
- Nefeliniter
- Lamprofyr
- Karbonatiter

Xenoliter från manteln har beskrivits i Kachchh (nordvästra Indien) och i västra Deccan.

## Fossiler
Deccantrapporna är berömda för de fossilbäddar som hittats mellan lavalagren. Särskilt välkända arter är grodan Oxyglossus pusillus (Owen) från Indisk Eocen och tandgrodan Indobatrachus, ett tidigt släkte av moderna grodor, idag placerad i familjen Myobatrachidae (Australtandpaddor). Trapporna  innehåller också fossil av sötvattensmollusker.

## Teorier kring bildandet av trapporna
Det postuleras att utbrotten som gav upphov till Deccantrapporna var förknippade med en djup mantelplym. Réunion-hetfläcken misstänks vara upphovet till både Deccantrapporna och öppnandet av sprickan som en gång åtskilde Seychelles plateau från Indien. Havsbottensspridningen  vid gränsen mellan den Indiska och den Afrikanska kontinentalplattan förde senare Indien norrut över plymen, som idag ligger under ön Réunion i Indiska oceanen, sydväst om Indien. Mantelplymsmodellen har dock utmanats.
Nya rön fortsätter att stödja plymmodellen. Förflyttningen av den Indiska kontinentalplattan och utbrottshistoriken i Deccantrapporna visar en stark korrelation. Baserat på data från marina magnetiska profiler, verkar en period av ovanligt snabb plattförflyttning ha börjat samtidigt som de första utgjutningarna av basaltlavor i Deccanområdet; dessa dateras till 67 miljoner år sedan. Förflyttningens fart ökade snabbt och nådde ett maximum samtidigt som basaltflödena hade sin höjdpunkt. Därefter minskade plattrörelsen, ungefär 63 miljoner år sedan, vid vilken tid de vulkaniska utbrotten i Deccan hade upphört. Korrelationen betraktas som orsakad av mantelplymdynamik.
De Indiska och Afrikanska kontinentalplattornas förflyttningar har också visats vara förknippade, där det gemensamma elementet är dessa plattors position i förhållande till Réunion-hetfläcken. Början till den accelererade förflyttningen av den Indiska plattan sammanfaller med en stor minskning av den Afrikanska plattans rotation moturs. De nära korrelationerna i plattornas förflyttningar tyder på att de båda drevs av Réunion-plymens kraft.

## Möjlig länk med Shivakratern
En geologisk struktur finns på havsbotten utanför Indiens västkust. Ett förslag är att det rör sig om en nedslagskrater, som i detta sammanhang kallas för Shivakratern. Den har också daterats till cirka 65 miljoner år, möjligtvis sammanfallande med Deccantrapporna. Forskare som hävdar att strukturen är en nedslagskrater föreslår att nedslaget kan ha satt igång Deccanutbrotten såväl som bidragit till den Indiska plattans acceleration i tidig paleogen. Dock är nuvarande konsensus bland geologer att det är osannolikt att strukturen verkligen är en nedslagskrater.